# Лю Цзя (спортсменка)
Лю Цзя (нем. Liu Jia, кит. упр. 刘佳, пиньинь Liú Jiā; род. 16 февраля 1982, Пекин) — австрийская спортсменка, игрок в настольный теннис, чемпионка Европы. Знаменосец Австрии на Олимпийских играх 2016 года. Участница 6 Олимпийских игр (2000—2020).

## Биография
Родилась в 1982 году в Пекине (КНР). В 1992—1995 годах обучалась в знаменитой пекинской спортшколе в Шишахае. В 1997 году переехала в Австрию, в 1998 году получила австрийское гражданство.
В 2000 году приняла участие в Олимпийских играх в Сиднее, но наград не завоевала. В 2002 году стала обладательницей бронзовой медали чемпионата Европы в смешанном парном разряде. В 2004 году приняла участие в Олимпийских играх в Афинах, но опять осталась без наград. На чемпионате Европы 2005 года завоевала золотую медаль в одиночном разряде и бронзовую — в смешанном парном разряде. В 2008 году стала серебряной призёркой чемпионата Европы в одиночном разряде, но на Олимпийских играх в Пекине вновь осталась без наград. На чемпионате Европы 2010 года опять стала обладательницей серебряной медали в одиночном разряде. В 2012 году стала бронзовой призёркой чемпионата Европы в одиночном разряде, но на Олимпийских играх в Лондоне опять осталась без наград.  В 2016 году приняла участие в Олимпийских играх в Рио-де-Жанейро, но наград опять не завоевала.